# Кримінальна поліція України
Кримінальна поліція - це окремий підрозділ карного розшуку, у складі МВС України. Вона відповідає за боротьбу зі злочинністю, розслідування кримінальних справ і забезпечення громадського порядку.
Кримінальна поліція в Україні є важливою складовою правоохоронної системи країни, яка забезпечує правопорядок, боротьбу зі злочинністю та безпеку громадян. Цей підрозділ Національної поліції України має важливу роль у забезпеченні громадського порядку, розслідуванні злочинів та притягненні винних до відповідальності.

## Історія
Кримінальна поліція України була створена рішенням уряду України в рамках поліцейської реформи, що була започаткована у 2015 році. У травні 2015 року президентом України Петром Порошенком був підписаний закон "Про Національну поліцію", який передбачав реорганізацію правоохоронних органів та створення нової поліцейської структури. Внаслідок цього була створена Національна поліція, до складу якої входить Кримінальна поліція.

## Мета органу
Основна мета Кримінальної поліції полягає в розслідуванні злочинів та припиненні злочинних діянь. Вона здійснює оперативно-розшукову діяльність, збирає докази, проводить слідчі дії та співпрацює з іншими правоохоронними органами. Крім того, Кримінальна поліція здійснює профілактичну роботу, спрямовану на запобігання злочинам та протидію злочинності.
Кримінальна поліція в Україні має широкий спектр повноважень. Вона займається розслідуванням важких злочинів, зокрема вбивств, насильницьких злочинів, злочинів проти майна та інших серйозних правопорушень. Крім того, вона здійснює боротьбу зі злочинністю у сферах наркоторгівлі, контрабанди, корупції та інших злочинних проявах.
Українська Кримінальна поліція працює відповідно до законодавства країни та міжнародних стандартів правопорядку. Вона дотримується принципів законності, незалежності та професійної етики. Кримінальна поліція також співпрацює з міжнародними правоохоронними організаціями, такими як Інтерпол та Європол, з метою обміну інформацією та спільного розслідування злочинів.
Для забезпечення ефективної діяльності Кримінальної поліції в Україні проводяться різні заходи. Поліцейські проходять спеціальну підготовку та навчання, що дозволяє їм ефективно протистояти злочинності та виконувати свої обов'язки. Також важливим аспектом є використання сучасних технологій і методів розслідування, таких як криміналістична експертиза, генетичні дослідження, відеоспостереження та аналіз цифрових доказів.
Кримінальна поліція активно співпрацює з громадськістю та іншими зацікавленими сторонами у боротьбі зі злочинністю. Вона пропагує культуру правопорядку та інформує громадськість про безпекові заходи. Крім того, вона сприяє розвитку партнерства з місцевими органами влади, громадськими організаціями та бізнес-середовищем з метою спільної боротьби зі злочинністю та покращення життя громадян.

## Спектр повноважень
1. Розслідування кримінальних справ: Кримінальна поліція здійснює досудове розслідування злочинів, збирає докази, встановлює обставини справи і виявляє осіб, які вчинили злочин.
2. Профілактика злочинності: Кримінальна поліція займається аналізом злочинності, виявленням тенденцій та проведенням профілактичних заходів з метою запобігання злочинам.
3. Охорона громадського порядку: Кримінальна поліція забезпечує безпеку громадян, контролює дотримання громадського порядку, реагує на випадки порушення закону та затримує правопорушників.
4. Співпраця з іншими правоохоронними органами: Кримінальна поліція співпрацює з іншими структурами правоохоронної системи, такими як Служба безпеки України, Громадська організація "Національна поліція", прокуратура та інші, з метою.

## Навчання
Для залучення в органи Кримінальної поліції необхідно пройти курс навчання, здати екзамени, та мати відповідну фізичні показники, що відповідають встановленим нормам. Перелік навчальних закладів, що готують фахівців для Кримінальної поліції України:
| Назва вищого учбового закладу                            | Скорочена назва | Примітка |
| Національна академія внутрішніх справ                    | НАВС            |          |
| Харківський національний університет внутрішніх справ    | ХНУВС           |          |
| Дніпропетровський державний університет внутрішніх справ | ДДУВС           |          |
| Львівський державний університет внутрішніх справ        | ЛьвДУВС         |          |
| Одеський державний університет внутрішніх справ          | ОДУВС           |          |
| Донецький державний університет внутрішніх справ         | ДонДУВС         |          |